# Goldtakin
Der Goldtakin (Budorcas bedfordi), auch Goldener Takin oder  Schensi-Takin genannt, ist ein großer Vertreter aus der Familie der Hornträger. Er zeichnet sich vor allem durch sein goldfarbenes bis gelblichweißes, sehr dichtes Fell aus. Weitere Charakteristika stellen die kurzen Ohren und der kurze, dreieckige Schwanz sowie die nach außen und hinten gebogenen Hörner dar. Die Tiere bewohnen ein kleines Gebiet im zentralen China, wo sie in Gebirgswäldern in 1500 bis 3600 m Höhe vorkommen. Je nach Höhenstufe nutzen sie Misch- oder Nadelwälder und Wiesen als Lebensraum. Sie sind dämmerungs- und tagaktiv. Die Sozialstruktur ist relativ komplex. Es bestehen Kerngruppen aus Mutter- und Jungtieren, die sich zu größeren, aber weitgehend instabilen Herden zusammenschließen können. Die Gruppen unternehmen jährliche Wanderungen. Über das Jahr hinweg wechselt der Goldtakin insgesamt viermal die Höhenlage, er hält sich im Frühjahr und Herbst in niedrigeren Gebirgsregionen auf als im Sommer und Winter. Die jeweiligen Wanderungsbewegungen werden durch die Sonneneinstrahlung und das Pflanzenwachstum beeinflusst. Als Nahrung dienen überwiegend weiche Pflanzenteile, darüber hinaus trinkt der Goldtakin regelmäßig Wasser und sucht Salzlecken auf. Die Fortpflanzung findet im Sommer statt, das einzelne Jungtier kommt im Winter und damit in relativ hoher Gebirgslage zur Welt. Erstmals wurde der Goldtakin von westlichen Wissenschaftlern während zweier Expeditionen ins zentrale China in den Jahren 1909 und 1910 beobachtet. Zwei Jahre darauf erfolgte die Erstbeschreibung. Der Status als eigenständige Art ist nicht allgemein anerkannt, in manchen Systematiken wird der Goldtakin gemeinsam mit dem Sichuan-Takin einer gemeinsamen Art zugewiesen. Die Bestände gelten als gefährdet.

## Merkmale

### Habitus
Der Goldtakin besitzt eine Kopf-Rumpf-Länge von 1,70 bis 2,20 m und eine Schulterhöhe von 1,07 bis 1,40 m, der Schwanz wird nur 7 bis 12 cm lang. Das Gewicht variiert zwischen 150 und 350 kg. Mit den angegebenen Maßen stellt der Goldtakin einen vergleichsweise großen Vertreter der Ziegenartigen dar. Die Tiere haben ein sehr helles, meist goldfarbenes bis gelblichweißes, sehr dichtes Fell, mit fettigen Grannen, das den gesamten Körper bedeckt. Im Winter bildet sich zusätzlich eine sehr dichte und feine Unterwolle. Charakteristisch erscheinen schwarze Haarflecken an Maul, Knie, Hinterteil und Schwanz, letzterer ist dreieckig kurz und auf der Unterseite nackt. Die kurzen, stämmigen Beine sind mit großen, breiten tief gespaltenen Hufen versehen. Der Kopf ist eher klein und sitzt auf einem kurzen Hals. Er hat eine flache Stirn, die leicht nach vorn abfällt. Die Nase ist mit großen Nüstern versehen. Die Ohren und die Augen sind verhältnismäßig klein. Männchen und Weibchen tragen dunkel gefärbte Hörner, die zuerst kurz senkrecht vom Kopf aufsteigen, dann auswärts biegen und zuletzt gerade, nach hinten gerichtet sind. Bei Männchen erreichen die Hörner eine Länge von bis zu 64 cm und weisen einen basalen Umfang von 38 cm auf, die Spitzen stehen bis zu 91 cm auseinander. Die Weibchen haben 4 Zitzen an der Unterseite. Die von anderen Hornträger bekannten Drüsen etwa zwischen den Zehen oder vor den Augen fehlen bei den Takins, dafür sondern sie aus Drüsen, die sich über den gesamten Körper ziehen, ein ölhaltiges, sehr streng nach „Ziege“ riechendes Sekret ab.

### Schädelmerkmale
Der Schädel wird insgesamt zwischen 39 und 44 cm lang und im Bereich der Augen zwischen 16,2 und 19,4 cm breit. Männliche Tiere haben größere und breitere Schädel als weibliche. Auffälligster Unterschied zu den anderen Takinen ist das Nasenbein, das kürzer und weniger stark gewölbt erscheint. Die Höhe des Nasenbeins über dem Gaumenbein beträgt durchschnittlich 11,8 cm (bei Männchen), was deutlich geringer ist als beim Sichuan-Takin (Budorcas tibetana).

## Verbreitung und Lebensraum

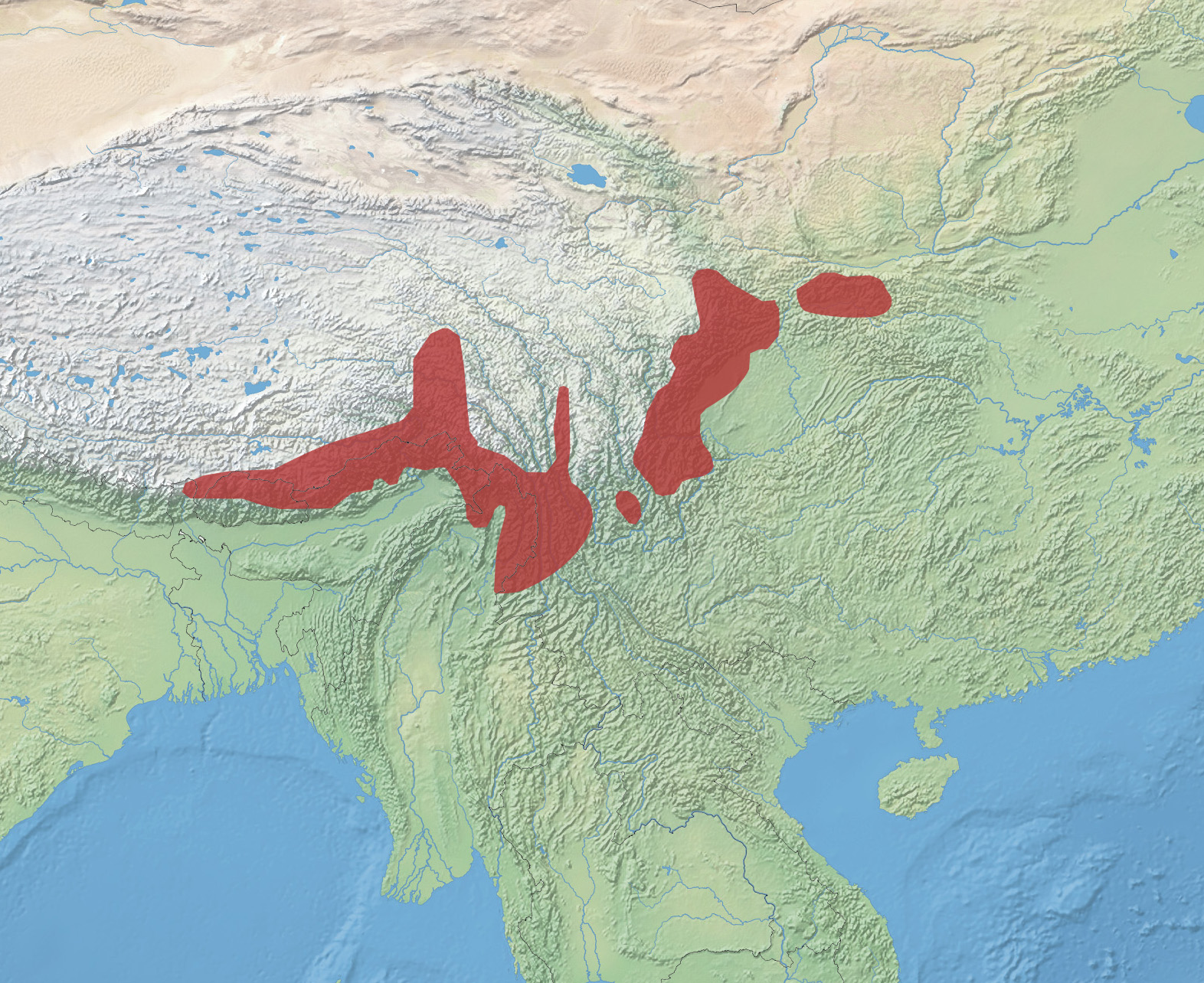
Verbreitungskarte der Takine, das Vorkommen des Goldtakins umfasst das östliche Verbreitungsareal

Der Goldtakin ist auf das Qinling-Gebirge im Süden der zentralchinesischen Provinz Shaanxi beschränkt. Sein Verbreitungsgebiet erstreckt sich im Westen vom Berg Ziboshan im Kreis Liuba nach Osten bis zum Niubeiliang im Kreis Zashui. Er bewohnt die Hochgebirgsregionen von 1500 bis 3600 m Höhe. Abhängig von der Höhenlage sind die Tiere in verschiedenen Vegetationstypen anzutreffen. So dominieren in 1080 bis 2200 m Höhe Mischwälder aus Kiefern und breitblättrigen Laubbäumen wie Eichen, Pappeln oder Birken, das Unterholz wird hier aus Bambus gebildet. In den subalpinen Zonen von 2200 bis 2900 m treten dann vorwiegend Kiefern, Lärchen und Birken auf, während der Untergrund von Rhododendron, Heckenkirschen und Spiersträuchern bedeckt ist. Ab einer Höhe von 2750 m gehen die Wälder allmählich in Wiesenlandschaften über. In der Regel bevorzugen die Tiere natürliche Waldlandschaften und meiden Waldplantagen und Farmland sowie vom Menschen besiedelte Gebiete. Die Gesamtpopulation wurde im Jahr 2001 auf rund 5070 Individuen geschätzt, wobei sich die drei Regionen Taibai, Ningshan und Zhouzhi durch relativ große Bestände auszeichneten. Wissenschaftler schätzten die Populationsdichte im Foping Naturschutzgebiet im Jahr 1998 auf 1,3 bis 1,6 Individuen je Quadratkilometer bei einer Gesamtanzahl von 435 bis 527 Tieren.

## Lebensweise

### Territorialverhalten

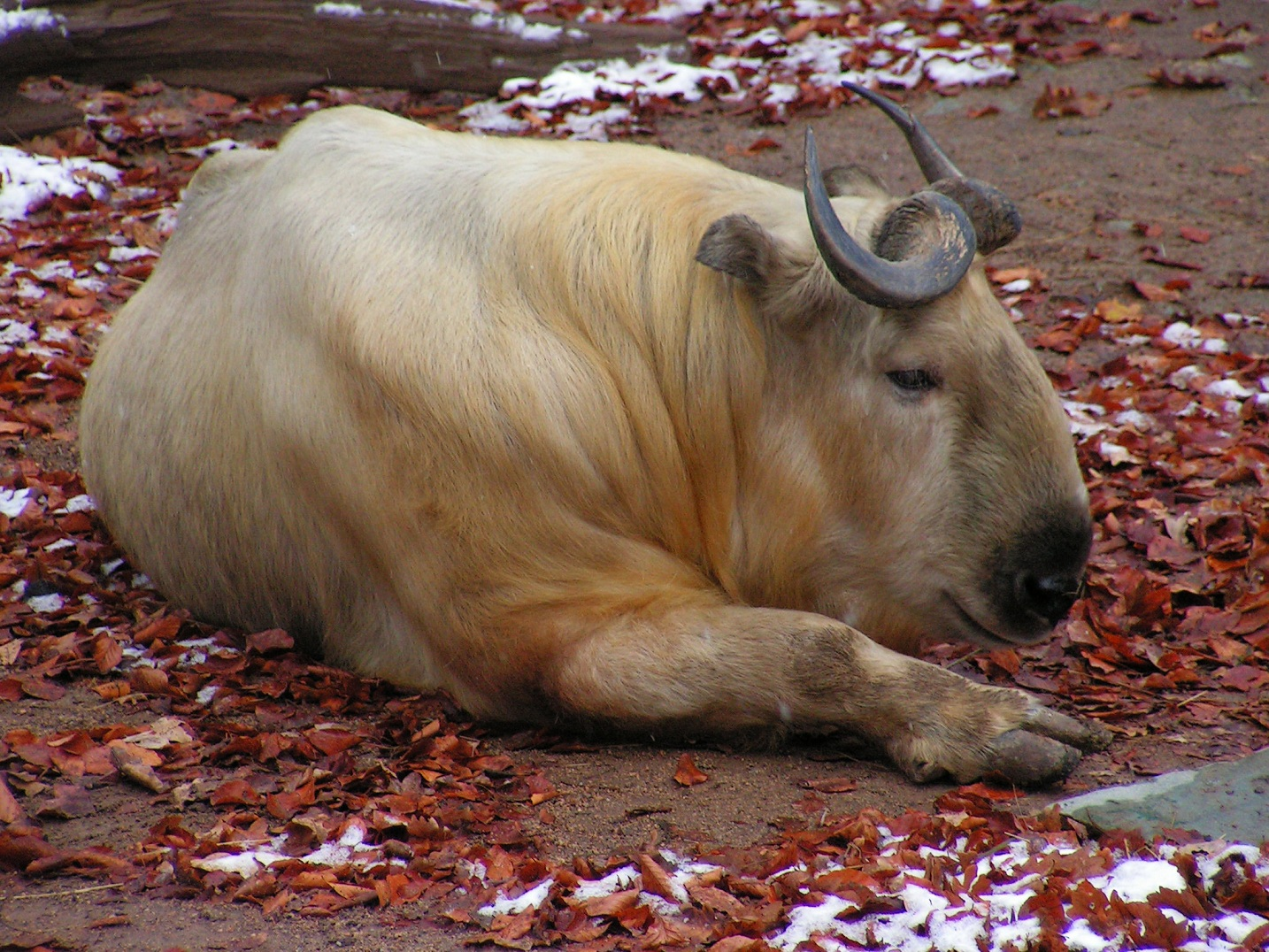
Ein ruhender Goldtakin in Zoo der Stadt Liberec

Durch intensive Studien in den 1990er und 2000er Jahren im Foping-Naturreservat ist die Lebensweise des Goldtakin gut untersucht. In den Sommermonaten lebt er tag- und dämmerungsaktiv, Phasen besonderer Aktivität finden zwischen 06:00 und 08:00 Uhr, 10:00 und 12:00 Uhr sowie 18:00 und 20:00 Uhr statt. Insgesamt sind die Tiere rund 70 % eines 24-Stunden-Tages aktiv, wobei die meisten Tätigkeiten, mehr als drei Viertel, zwischen Sonnenauf- und Sonnenuntergang stattfinden. Die hauptsächlichen Fresszeiten liegen in den frühen Morgen- und Abendstunden. Nachts ruhen die Tiere, allerdings war eine Phase besonderer Aktivität zwischen 01:00 und 02:00 Uhr zu verzeichnen. Tiere in Gefangenschaft haben ein ähnliches Verhaltensmuster, hier konnte bei Beobachtungen aufgezeigt werden, dass etwa ein Drittel der aktiven Zeit mit Ruhe, je ein Viertel bis ein Drittel mit der Nahrungsaufnahme und dem Wiederkäuen und der Rest mit Bewegung verbracht wird. Die Werte variieren etwas mit dem Alter eines Individuums, da jüngere Tiere etwa längere Fress- und kürzere Wiederkäuzeiten benötigen als Alttiere.
Der Goldtakin weist ein relativ komplexes Sozialverhalten auf, das verschiedene Gruppenbildungen umfasst. Das Muttertier formt mit den jüngeren und älteren Jungtieren die Kerngruppe, das Männchen ist nicht zwingend integriert. Diese einzelnen Kerngruppen bestehen aus durchschnittlich drei Mitgliedern, sie können sich zu größeren Herden zusammenschließen, der auch manchmal männliche Tiere angehören. Rein männliche Gruppen sind äußerst selten, kommen aber beim Sichuan-Takin häufiger vor. Die größte im Foping-Naturreservat beobachtete Herde bestand aus 59 Tieren, allerdings teilen sich größere Gruppen häufig auf. So setzen sich Herden im Durchschnitt aus 14 bis 18 Mitgliedern zusammen, die Hälfte aller dokumentierten Herden besaß mehr als 15 Mitglieder. Eine zwischen 1995 und 1996 beobachtete Kerngruppe aus zwei Tieren (ein Muttertier mit Kalb) schloss sich im Laufe der Zeit verschiedenen Gruppen an. Deren Größe variierte von vier (Muttertier, zwei Jungtiere und ein Kalb) bis über 20 Mitgliedern (je 5 männliche und weibliche Tiere, acht Jungtiere, 3 Kälber). Dies lässt annehmen, dass die Herdengröße beim Goldtakin sehr instabil und der Zusammenhalt wenig ausgeprägt ist. Die Gruppen bilden sich häufig auf Wanderungen und an Fressplätzen und wurden bisher überwiegend im Sommer beobachtet. Vor allem subadulte Tiere wechseln häufig die Herde, möglicherweise zur Entwicklung ihrer sozialen Befähigung. Männchen treten häufiger als Einzeltiere auf, dies hat hauptsächlich in der Fortpflanzungsphase eine große Bedeutung, da sie so mehrfach die Gruppe wechseln und so ihre Paarungschancen erhöhen können. Es wurden aber auch einzelne Weibchen beobachtet. Darüber hinaus bleiben kranke Tiere zurück, wenn sie mit der Gruppe nicht mehr mithalten können.
Im Laufe des Jahres wechselt der Goldtakin mehrfach seine Höhenstandorte. Im Sommer von Juni bis August hält er sich in Höhenlagen von 2200 bis 2800 m auf, im Winter von Dezember bis März zieht er in tiefere Lagen um 1900 bis 2400 m. Den Frühling (April bis Mai) und den Herbst (September bis November) verbringt er aber in noch tieferen Lagen von 1400 bis 1900 m. Die Streifgebiete des Sommers und Winters liegen etwa 2,3 bis 6,6 km auseinander, die des Frühjahrs und Herbstes etwa 0,3 bis 0,8 km. Im Herbst benötigen die Tiere etwa 23 Tage um von ihren Sommerquartieren herabzusteigen und etwa 5 Tage, um zu den Winterquartieren aufzusteigen. Umgekehrt nehmen die Wanderungen im Frühjahr 15 beziehungsweise 12 Tage ein. Ungewöhnlich sind die relativ hoch gelegenen Überwinterungsgebiete, in der Regel begeben sich Huftiere im Hochgebirge zu dieser Jahreszeit unter anderem zum Schutz vor Schnee oder aufgrund der verfügbaren Nahrungsressourcen in eher niedrige Höhenlagen. Möglicherweise wird dies durch die stärkere Sonneneinstrahlung beeinflusst, da die Tiere auch an ihren gegenwärtigen Standorten jeweils die sonnigsten Plätze aufsuchen (Südhänge). Dadurch können die höheren Kosten zum Überleben im Winter minimiert werden. Zudem bieten die Bambusgebüsche und Wälder Schutz vor Schnee, während die Zweige und Blätter als Nahrung dienen. Der Abstieg in die Täler kurz vor Beginn des Frühlings ermöglicht es, dass der Goldtakin das neue Quartier mit der Knospung der Pflanzen erreicht und ihm so die energiereichsten Pflanzenteile zur Verfügung stehen.
Vier beobachtete Tiere im Foping-Naturreservat, je zwei Weibchen und zwei Männchen, wiesen Aktionsräume zwischen 35,2 und 98,5 km² Größe über das Jahr auf. Durch die starken Höhenwanderungen ist aber jeweils nur ein gewisser Anteil nutzbar. So betrug die durchschnittliche Größe im Winter 11,1 km² und im Sommer 19,5 km². Dem gegenüber erreichte sie im Frühling und Herbst 26,9 beziehungsweise 22,1 km². Auffälligerweise sind die Gebiete von subadulten Tieren größer als die von ausgewachsenen. Die einzelnen Aktionsräume überlappen sich, territoriales Verhalten der Tiere ist aber nicht nachgewiesen. Die Territorien umschließen die verschiedensten Vegetationstypen, die je nach Höhenlage vorherrschen. Innerhalb der jahreszeitlichen Aktionsräume gibt es eine unterschiedliche Bevorzugung verschiedener Landschaftstypen nach Geschlecht. So nutzen männliche Tiere häufiger Gebüschlandschaften im Winter sowie Nadel- und Mischwälder im Frühling. Weibliche Tiere sind dagegen im Winter eher in bewaldeten Gebieten anzutreffen, während sie im Frühjahr Misch- und Laubwälder aufsuchen. Die Ursachen für diese abweichende Habitatselektion ist nicht vollständig erforscht, hängen aber teilweise mit den geschlechtsspezifischen Verhaltensweisen, der Ernährung und der Kondition zusammen.

### Ernährung

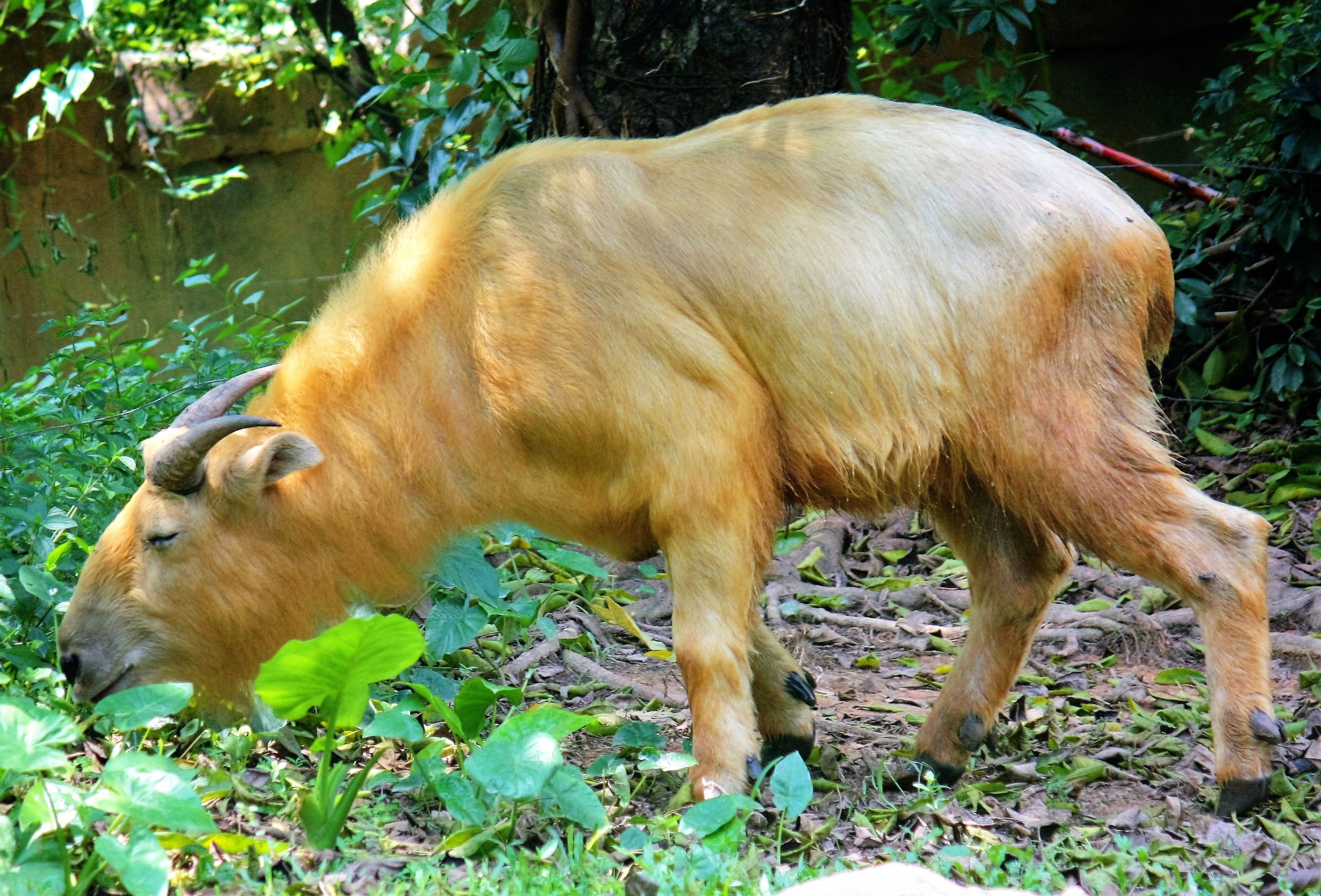
Fressender Goldtakin

Der Goldtakin ernährt sich von weichen Pflanzenteilen (browsing) wie Zweige, Knospen und Blätter, bei Nahrungsknappheit aber auch Rinde, insgesamt sind 161 verschiedene Nahrungspflanzen bekannt. Davon stammen 62,7 % von Bäumen und Sträuchern, 32,9 % entfallen auf Krautpflanzen und 4,4 % auf Moose. Er trinkt regelmäßig Wasser oder leckt Schnee zur Deckung seines Wasserbedarfs. Um sich mit zusätzlichen Mineralien zu versorgen, suchen die Tiere Salzlecken auf, was stark die Bewegungsmuster und die Territorialgrößen beeinflusst. Der muskulöse Körperbau ermöglicht es ihnen, die Nahrung auf verschiedene Weisen zu erreichen. So können sich die Tiere auf die Hinterbeine stellen oder mit dem Körper junge Bäume umbiegen und mit den Vorderbeinen festhalten. Einzelne Tiere wurden beim Rammen und Brechen von jungen Bäumen mit dem Kopf beobachtet. Ebenso knieten sich manche Individuen nieder, um an tiefer liegender Nahrung zu fressen. Die Pflanzenteile werden in der Regel mit den Lippen abgezupft. In Gruppen signalisiert ein ausgewachsenes Weibchen durch ein bellendes Geräusch den Aufbruch von den Nahrungsplätzen.

### Fortpflanzung

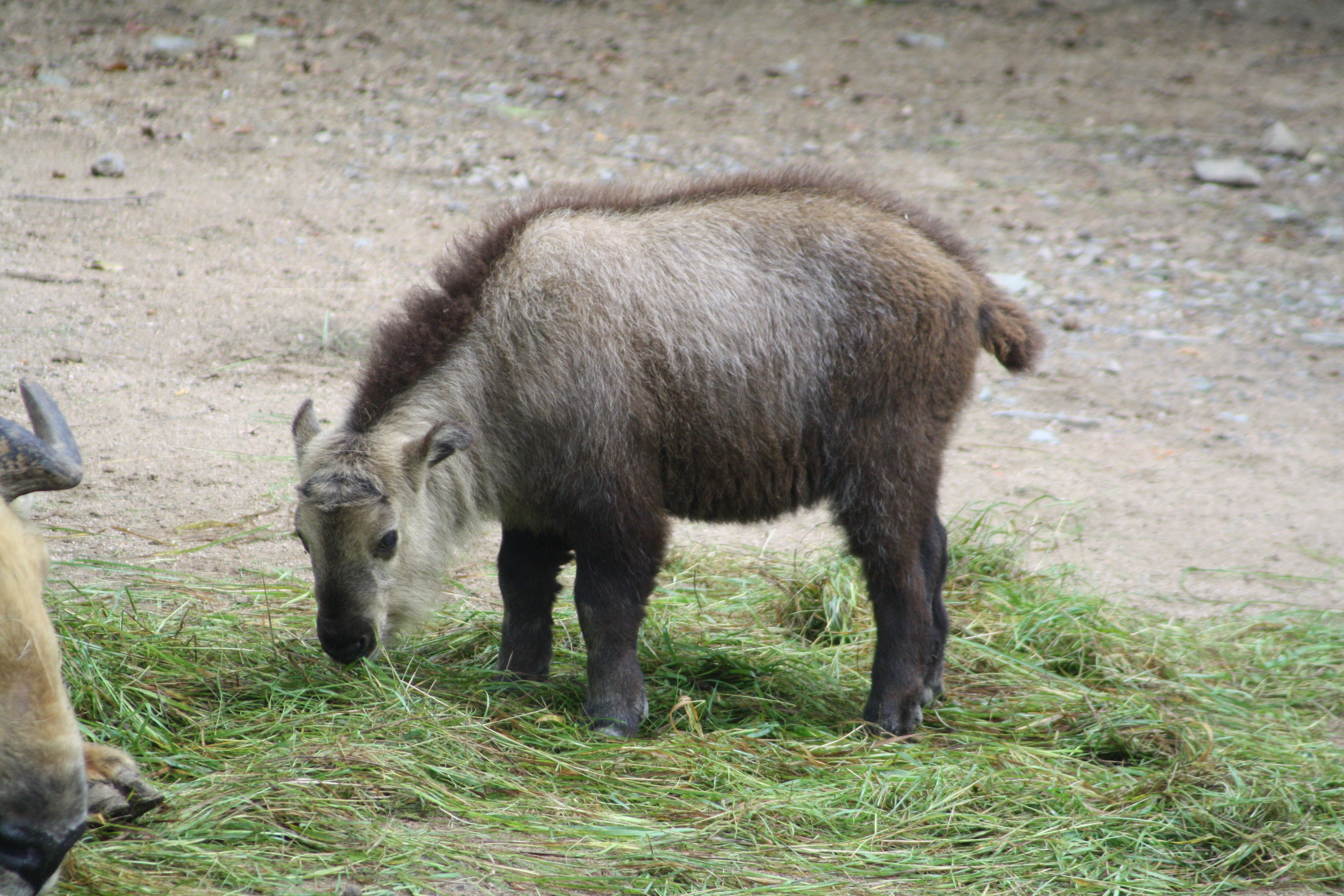
Jungtier des Goldtakin

Die Brunft findet vom Juni bis August statt. Männliche Tiere kämpfen untereinander um das Paarungsvorrecht. Sie werben um die weiblichen Tiere durch Verfolgungen, schnüffeln und flehmen. Die Tragzeit beträgt rund 220 Tage, so dass das einzelne Kalb im Februar oder März geboren wird. Die Geburtsplätze befinden sich in laubwerfenden Wäldern an Südhängen in 2000 bis 2400 m Höhe und weisen weniger als 5 % Schneebedeckung auf, teilweise sind sie auch in Kiefernwäldern gelegen. Die Weibchen gebären ihr einzelnes Junges in Verstecken von 6,8 mal 4,7 m Größe, die gegen die Hänge liegen oder von Bambusdickicht abgeschnitten sind. Das Kalb ist dunkler gefärbt und besitzt im Gegensatz zu den Alttieren einen auffälligen Haarstreifen entlang der Rückenmittellinie. Es kann der Mutter schon kurz nach der Geburt folgen und verbleibt in der Herde. Die Beziehung zwischen Mutter- und Jungtier ist in den ersten Tagen sehr eng, beide entfernen sich nicht weiter als drei Körperlängen voneinander. Ab dem siebenten Tag nimmt die Aufmerksamkeit der Mutter deutlich ab. Sehr junge Kälber saugen einmal pro Stunde durchschnittlich fünf Minuten lang. Mit zunehmendem Alter des Jungtieres reduziert sich dies auf etwa zwei- bis dreimal täglich zumeist tagsüber, manchmal auch nachts. Die Geschlechtsreife erreichen die Weibchen mit 4½ Jahren, die Männchen erst mit 5½ Jahren. Das maximale Lebensalter in freier Wildbahn beträgt etwa 16 Jahre.

### Fressfeinde und Feindverhalten
Zu den natürlichen Feinden zählen der Leopard und der Rothund. Der Goldtakin nutzt aufgrund seiner Lebensweise in Wäldern vor allem das Gehör zum Aufspüren von Gefahr, seltener den Sehsinn oder den Geruchssinn. Alarmierte Tiere stellen ihre Ohren auf und stehen rund 18 Sekunden still. In der Regel werden dann Alarmlaute ausgerufen. Als Reaktion auf aufziehende Gefahr rückt die Gruppe näher zusammen oder greift die potentielle Bedrohung an, im überwiegenden Teil der Fälle flieht sie aber. Sie kann bei starker Bedrohung ihr Stammgebiet für bis zu 22 Stunden verlassen und dabei bis zu 5 km zurücklegen. Größere Gruppen teilen sich dann auch manchmal auf.

## Systematik

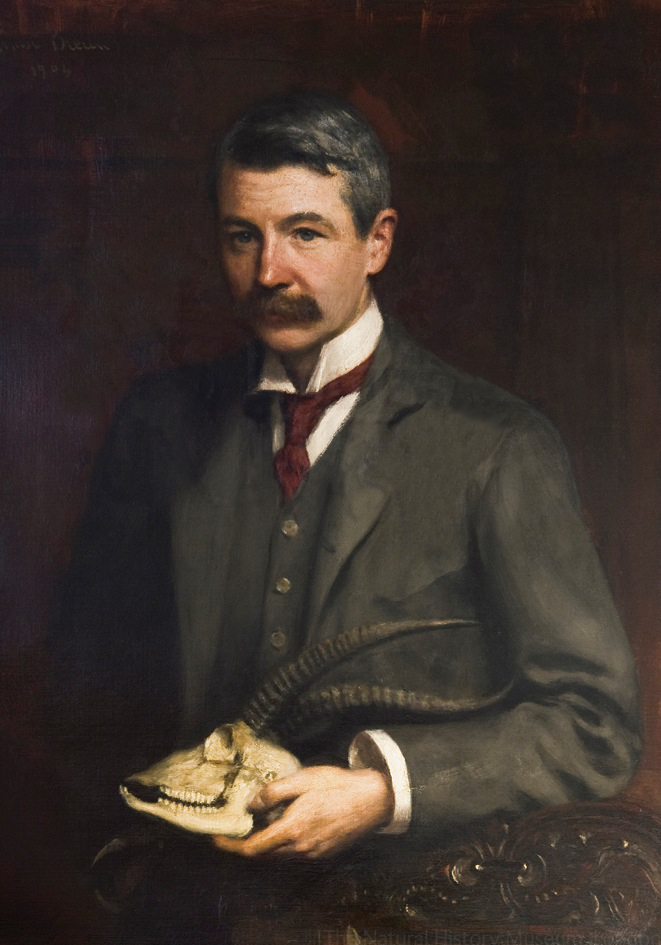
Oldfield Thomas

Der Goldtakin ist eine Art aus der Gattung der Takine (Budorcas) innerhalb der Tribus der Ziegenartigen (Caprini). Die Ziegenartigen stellen wiederum eine formenreiche Gruppe der Familie der Hornträger (Bovidae) dar und werden innerhalb derer zur Unterfamilie der Antilopinae gezählt. Dabei bestehen bei den Ziegenartigen verschiedene Verwandtschaftslinien. Die Takine haben dabei eine nähere genetische Beziehung zu den Ziegen (Capra), zur Schneeziege (Oreamnos), zu den Gämsen (Rupicapra) und zu den verschiedenen Formen der Blauschafe (Pseudois), die alle gelegentlich zur Untertribus der Caprina zusammengefasst werden. Eine teilweise morphologisch begründete nähere Beziehung zum Moschusochsen (Ovibos moschatus; Untertribus Ovibovina) besteht nicht. Die Takine enthalten je nach angewendeter Systematik zwischen einer und vier Arten, welche auf das südliche und östliche Asien beschränkt sind. In dem ursprünglich favorisierten Modell mit nur einer Art wurden alle Formen unter der Bezeichnung „Takine“ vereint, mit dem Mishmi-Takin (Budorcas taxicolor) als Nominatform. Eine Revision der Hornträger, die 2011 von Colin Peter Groves und Peter Grubb veröffentlicht wurde, erkannte aber alle Unterarten als eigenständige Arten an. Molekulargenetische Daten, die im Jahr 2003 veröffentlicht und an den drei in China vorkommenden Formen vorgenommen wurden, bestätigten die Existenz dreier eigenständiger Entwicklungslinien, die weitgehend mit den morphologisch definierten Arten übereinstimmen. Der Goldtakin ist dabei mit dem Sichuan-Takin (Budorcas tibetana) am nächsten verwandt. Eine weitere genetische Studie aus dem Jahr 2022 fasst den Goldtakin und den Sichuan-Takin als eine gemeinsame Art auf. Der wissenschaftliche Name des Goldtakins wäre somit Budorcas tibetana bedfordi.
Die wissenschaftliche Erstbeschreibung des Goldtakin wurde im Jahr 1911 von Oldfield Thomas erstellt. Thomas verwendete dazu ein ausgewachsenes weibliches Tier von 193 cm Körperlänge, das Malcolm Anderson Mitte Januar 1910 am Taipeisan in rund 3050 m Höhe in der chinesischen Provinz Shaanxi erlegt hatte. Anderson war Teilnehmer einer Expedition in das zentrale China, die unter Schirmherrschaft von Herbrand Arthur Russel, elfter Duke of Bedford, stattfand. Zu Ehren des Auftraggebers benannte Thomas die Art. Bereits zwei Jahre zuvor hatte Joel Asaph Allen einige Tiere aus der Kollektion von Alan Owston vorgestellt, die sich im Bestand des American Museum of Natural History befindet. Die Tiere waren im gleichen Jahr ebenfalls am Taipeisan aufgesammelt worden. Allen wies diese aber dem Sichuan-Takin zu. In seiner Erstbeschreibung führte Thomas aus, dass der Goldtakin relativ isoliert von den nächsten Beständen der Takine lebt. Die Zuweisung Allens führte er auf die Jungtiere zurück, die diesem zur Verfügung standen und welche deutlich dunkler gefärbt sind als die ausgewachsenen Individuen. Anderson teilte Thomas brieflich mit, dass der Goldtakin am Taipeisan in größeren Herden vorkommt, wobei er selber Gruppen aus bis zu 40 Individuen beobachtet hatte.

## Gefährdung und Schutzmaßnahmen

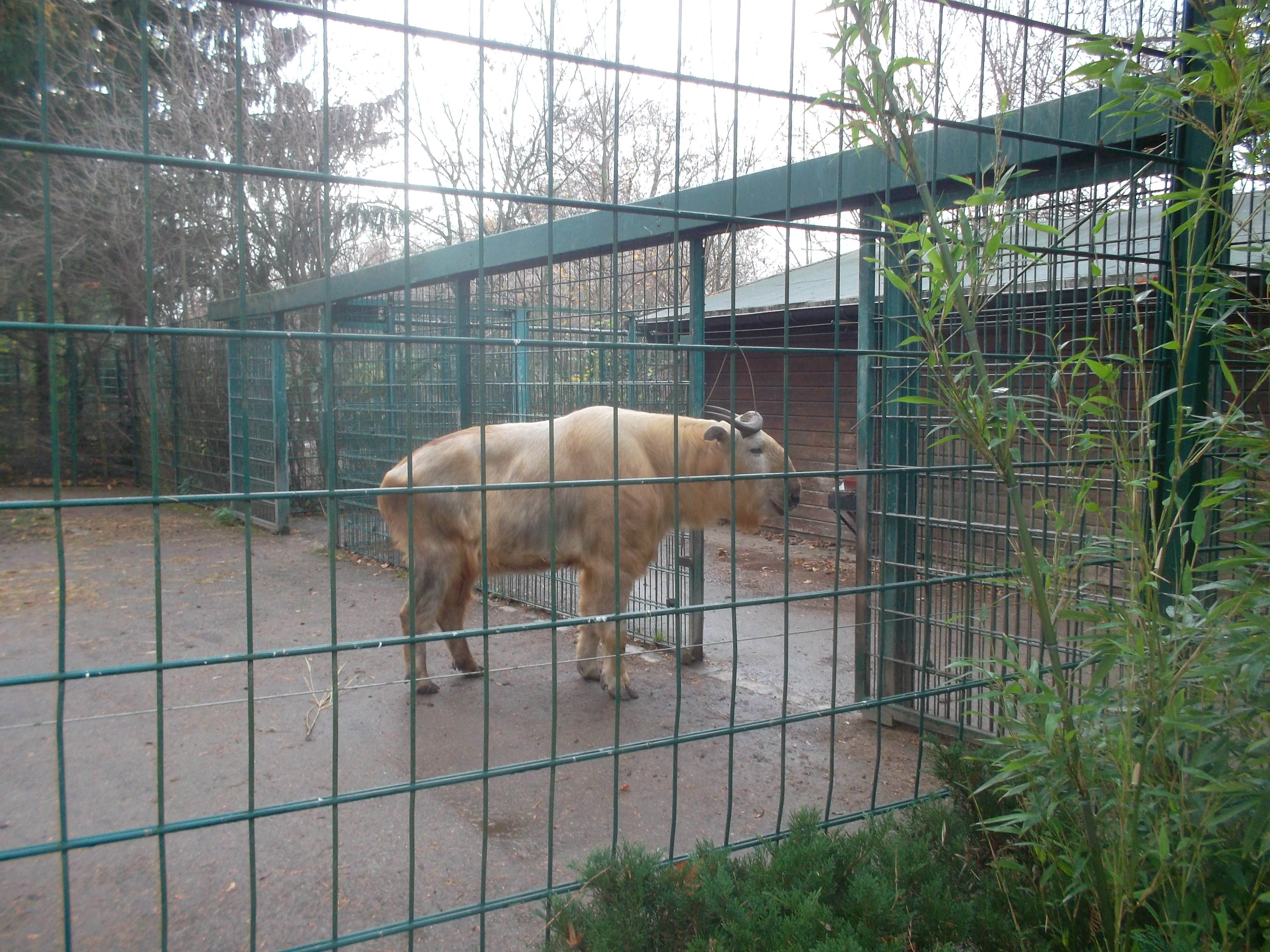
Ein Goldtakin im Zoo Dresden

Die IUCN listet den Goldtakin noch nicht als eigenständige Art, sondern als Unterart des Takin (Budorcas taxicolor) und stuft ihn insgesamt als „gefährdet“ (vulnerable) ein. Die Hauptbedrohung für diese Art sind die illegale Jagd und die Zerstückelung des Lebensraums aufgrund der Ausbreitung menschlicher Siedlungen und landwirtschaftlicher Flächen. Zum Schutz des Goldtakin wurden verschiedene Schutzgebiete in seinem Lebensraum ausgewiesen. Die Takine sind im Anhang 2 des CITES-Abkommen gelistet. In zoologischen Anlagen wird der Goldtakin zudem erfolgreich nachgezüchtet (etwa Liberec in Tschechien und im Zoologischen Garten Dresden).